# Litla-Björnsfell
Litla-Björnsfell är ett berg i republiken Island. Det ligger i regionen Suðurland, 70 km nordost om huvudstaden Reykjavík. Toppen på Litla-Björnsfell är 909 meter över havet, eller 209 meter över den omgivande terrängen. Bredden vid basen är 1,2 km.
Trakten runt Litla-Björnsfell är nära nog obefolkad, med mindre än två invånare per kvadratkilometer. Det finns inga samhällen i närheten. Trakten runt Litla-Björnsfell består i huvudsak av gräsmarker.